# Грамаде (област Смолян)
 Тази статия е за селото в област Смолян.  За селото в област Кюстендил вижте Грамаде (област Кюстендил).  
Гарма̀де е село в Южна България. То се намира в община Рудозем, област Смолян.

## География
Село Грамаде се намира в планински район. Селото е с надморска височина от 863 m. Населението му е от 160 жители според данни от 2014 г. Селото се намира в планината ориентирано на юг. Грамаде е разположено в землището на село Оглед.